# Estação Ferroviária de Cantanhede
A estação ferroviária de Cantanhede é uma interface encerrada do Ramal da Figueira da Foz, que servia a cidade de Cantanhede, no distrito de Coimbra, em Portugal.

## Caracterização
O edifício de passageiros da estação ferroviária de Cantanhede situava-se do lado norte da via (lado esquerdo do sentido ascendente, a Pampilhosa). A superfície dos carris no ponto nominal situava-se à altitude de 723 dm acima do nível médio das águas do mar. Segundo dados oficiais de 2011, esta estação possuía duas vias de circulação, com 200 e 201 m de comprimento; as plataformas tinham todas 84 m de extensão, e 35 cm de altura.

## História

### Inauguração
O Ramal da Figueira da Foz foi inaugurado pela Companhia dos Caminhos de Ferro Portugueses da Beira Alta no dia 3 de Agosto de 1882, sendo nessa altura considerado como parte da Linha da Beira Alta; a estação de Cantanhede constava já do elenco original de estações e apeadeiros.

### Século XX
Em 1913, a estação de Cantanhede era servida por serviços de diligências até Fontinha, Febres, Barracão, Leitões e Mira.
Em 1927, durante a fase dos estudos para a elaboração de um novo plano da rede ferroviária, uma comissão constituída para este fim propôs a instalação de várias linhas de via estreita, incluindo uma de Aveiro a Coimbra por Cantanhede. Em Coimbra terminaria numa estação a construir de raiz, que também iria servir o Ramal da Lousã, que iria ser desviado, adaptado a via estreita, e prolongado a Santa Comba Dão. Nesse ano, a Companhia Portuguesa para a Construção e Exploração de Caminhos de Ferro, exploradora da rede do Vouga, obteve a concessão para a linha férrea de Aveiro a Cantanhede, com cerca de 48 km, que seria um prolongamento do Ramal de Aveiro-Mar, já construído. Previa-se que caso tivesse sido construída, esta via férrea iria fornecer um considerável tráfego às linhas já existentes, além que iria reduzir o isolamento das linhas do Vouga em relação ao resto da rede nacional. Porém todos estes planos foram cancelados devido à situação crítica das empresas ferroviárias na Década de 1930, causada pela crise económica e a crescente concorrência do transporte rodoviário.

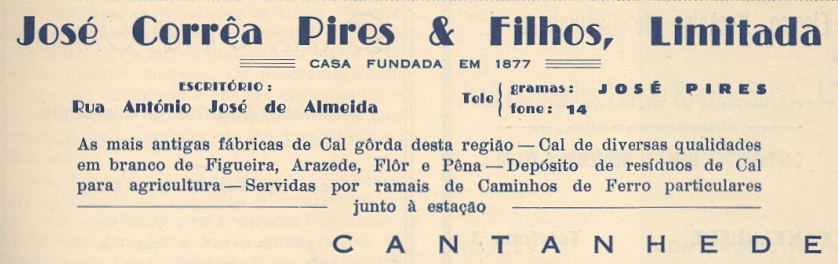
Publicidade à empresa de fabrico de cal José Correia Pires & Filhos, fazendo-se referência ao ramal da companhia na estação de Cantanhede

Em 1933, esta estação sofreu grandes obras de reparação por parte da Companhia dos Caminhos de Ferro Portugueses da Beira Alta, tendo sido substituídos os rebocos exteriores e a pintura. Em 1934, foi construido um cais para o carregamento de cal. Em 1939, voltaram a ser feitos grandes trabalhos de reparação no edifício da estação e nos anexos, e em 1940 a estação voltou a ser alvo de obras. Em 1 de Janeiro de 1947, a Companhia dos Caminhos de Ferro Portugueses passou a explorar as antigas linhas da Companhia da Beira Alta.

### Encerramento
A circulação no Ramal da Figueira da Foz foi encerrada pela Rede Ferroviária Nacional em 5 de Janeiro de 2009, por alegados motivos de segurança. A empresa Comboios de Portugal organizou um serviço rodoviário de substituição, que foi suspenso em 1 de Janeiro de 2012.